# 崔康常
崔康常，BBS，JP，為香港恒生管理學院創校校長，於2012年12月21日離任並轉任榮譽校長。現為宏恩基督教學院校長。曾於2000年至2007年任沙田區議會委任議員。2007年7月被特區政府委任為非官守太平紳士。

## 背景
崔康常在1962年畢業於砵蘭街耀中小學，繼而升讀拔萃男書院。他中七畢業後考入香港大學，並取得理學士學位。後來再於香港中文大學完成教育文憑及教育碩士課程，又取得新南威爾斯大學哲學博士學位。1978年至1993年間，崔康常是葵青區區內李兆基中學校長，同時曾獲委任為葵青區議會議員，任期直至他卸任李兆基中學校長，轉任恒生商學書院止。其議席空缺，則由港督彭定康委任麥美娟替補；而李兆基中學校長職位之空缺，則由曾日明替補。
2008年5月崔康常作為教育界人士獲選北京2008年奧運會香港區火炬接力火炬手。

## 公職及社會服務
- 香港非牟利專上院校議會主席（2006—）
- 牧職神學院院董會主席（2001—）
- 香港高等院校持續教育聯盟主席（2010—）
- 平安福音堂幼稚園校監（1987—）
- 新生命教育協會平安福音中學校董（2007—）
- 南屯門平安福音堂主席（1999—）
- 房屋及規劃地政局建築物上訴審裁處委員（2003—）
- 香港品質保證局董事局成員（2011-13）
- 紀律人員薪俸及服務條件常務委員會
  - 成員（2014 - ）
  - 一般紀律部隊小組主席（2016-）